# Bob Rock
Robert Jens Rock (Winnipeg, Manitoba, 19 de abril de 1954), más conocido como Bob Rock, es un músico y productor canadiense.

## Carrera
Bob Rock es conocido por darle un sonido más comercial y diferente a bandas como Metallica y Mötley Crüe. También ha trabajado con grupos como Aerosmith, Bon Jovi, Cher, The Cult, David Lee Roth, Skid Row, Bush, Veruca Salt, Nina Gordon, Our Lady Peace, The Tragically Hip, Lostprophets, American Hi-Fi, The Offspring, DragonForce y Simple Plan.
Su experiencia más fructífera fue cuando llegó a Metallica, donde produjo el éxito mundial con el álbum homónimo de la banda (más conocido como The Black Album) y los discos que lo sucederían, que son Load (1996), ReLoad (1997), Garage Inc. (1998), S&M (1999) y St. Anger (2003).
Sin embargo, el productor ha sido duramente criticado por los fanáticos de bandas como Metallica y Mötley Crüe, ya que estos señalan un gran descenso en la calidad de los discos producidos por Bob debido al giro comercial que le da a las bandas que produce.

## Experiencia con Metallica
Fue productor de Metallica durante 16 años, y aunque la banda debe muchos de sus éxitos a Bob, los fanáticos más puristas le echaban la culpa del "nuevo" sonido comercial del grupo.
Bob Rock formó un gran lazo de amistad con toda la banda, en especial con James Hetfield. Pero no siempre fue así. En los comienzos como productor, Metallica desconfiaba de él, no tenían en cuenta sus opiniones, y a Bob le costó mucho trabajo sacar el Black Album adelante. Se mofaban continuamente de él, y pasaban completamente de las ideas nuevas que Bob quería aportar. Finalmente, y al darse cuenta de que sus ideas estaban funcionando, Bob Rock se convirtió casi en un quinto miembro de la banda.
Durante la grabación del sencillo "Enter Sandman" fue su hijo quien hizo la voz del pequeño rezando con James.
En 2003 produjo el que sería su último trabajo con Metallica, St. Anger, un álbum movido por la polémica debido a la mala relación entre los miembros del grupo. Cuando Jason Newsted decidió dejar la banda, el que se vio en la obligación de hacer el papel de bajista fue Rock, siendo parte de los once temas del polémico disco St. Anger. Bob también fue una pieza muy importante para el documental de Metallica filmado del 2001 al 2003 llamado Some Kind Of Monster. Rock también participó en el concierto que dio Metallica en el estacionamiento del estadio en donde jugarían los Raiders contra los Titans.

### Salida de Metallica
A finales de 2007, Metallica empezó a trabajar en su nuevo álbum, Death Magnetic, pero Bob Rock ya no figuraba como productor. Las hipótesis sobre el motivo no tardaron en salir, algunas fuentes aseguran que Metallica despidió a Bob, debido a que la banda quería retornar a su sonido clásico más pesado. Otros creen que él fue quien decidió dejar el grupo. A día de hoy, sigue manteniendo la amistad con la banda y produciendo para otros grupos. Finalmente, el disco Death Magnetic fue producido por Rick Rubin.

## Discografía como Productor
- 1979 - Young Canadians - Hawaii (EP)
- 1979 - The Subhumans - Death Was Too Kind (EP)
- 1980 - Pointed Sticks - Perfect Youth
- 1981 - Payola$ - In a Place Like This
- 1987 - Rock and Hyde - Under the Volcano
- 1988 - Kingdom Come - Kingdom Come
- 1989 - The Cult - Sonic Temple
- 1989 - Blue Murder - Blue Murder
- 1989 - Mötley Crüe - Dr. Feelgood
- 1990 - Little Caesar - Little Caesar
- 1990 - Electric Boys - Funk 'o Metal Carpet Ride
- 1991 - David Lee Roth - A Little Ain't Enough
- 1991 - Metallica - Metallica
- 1991 - Mötley Crüe - Decade of Decadence (material nuevo)
- 1992 - Cher - Love Hurts
- 1992 - Bon Jovi - Keep the Faith
- 1992 - Rockhead - Rockhead
- 1993 - Quireboys - Bitter Sweet and Twisted
- 1994 - Mötley Crüe - Motley Crue
- 1994 - The Cult - The Cult
- 1995 - Skid Row - Subhuman Race
- 1996 - Metallica - Load
- 1997 - Metallica - ReLoad
- 1997 - Veruca Salt - Eight Arms to Hold You
- 1998 - Metallica - Garage Inc. (Disco 1)
- 1998 - Bryan Adams - On a Day Like Today
- 1998 - Mötley Crüe - Greatest Hits (material nuevo)
- 1999 - Metallica - S&M
- 1999 - Bon Jovi - Sex Sells (álbum no comercializado).
- 2000 - Moffatts - Submodalities
- 2000 - Nina Gordon - Tonight and the Rest of My Life
- 2000 - Paul Hyde - Living Off the Radar
- 2001 - Antifreez - The Sunshine Daisies
- 2001 - The Cult - Beyond Good and Evil
- 2002 - Our Lady Peace - Gravity
- 2003 - Tonic - Head on Straight
- 2003 - Metallica - St. Anger (también participó como Bajista)
- 2004 - Tea Party - Seven Circles
- 2004 - Simple Plan - Still Not Getting Any...
- 2005 - Mötley Crüe - Red, White & Crüe (material nuevo)
- 2005 - Our Lady Peace - Healthy in Paranoid Times
- 2006 - Nina Gordon - Bleeding Heart Graffiti
- 2006 - Lostprophets - Liberation Transmission
- 2006 - Joan Jett & the Blackhearts - Sinner
- 2006 - The Tragically Hip - World Container
- 2007 - Payola$ - Langford Part 1
- 2008 - DragonForce - Ultra Beatdown
- 2008 - The Offspring - Rise and fall, rage and grace
- 2009 - Michael Bublé - Crazy Love
- 2011 - Bush - The Sea of Memories
- 2012 - The Offspring - Days Go By
- 2014 - Black Veil Brides - #BVB4
- 2017 - Bush - Black and White Rainbows
- 2018 - RSO - Radio Free America
- 2024 - Motley Crue - "Cancelled" EP